# 和氏
和氏（やまとうじ）は、「和」を氏の名とする日本の渡来氏族。姓（カバネ）は史。倭・養徳とも記される。

## 概要
百済系の渡来氏族で、百済の第25代王・武寧王の子孫である。和（やまと）の名称は、大和国城下郡大和郷（現在の奈良県天理市佐保庄町大和一帯）に由来する。
『日本書紀』武烈天皇7年（西暦505年?）4月項に、百済から遣わされた武寧王の息子、斯我君(夫餘斯我)が大和の貴族女性と結婚し、法師君を生んで、法師君の息子は和乙継である。斯我君と純陀太子を同一人物と見る学者がいる。
もともと和史姓を名乗っていたが、和乙継（やまとのおとつぐ）の娘・新笠が入侍していた白壁王（光仁天皇）が即位したため、宝亀年間（770年代）に乙継・新笠親子には高野朝臣姓を賜与された。また、乙継の子・国守らその他の一族も延暦2年（783年）に史姓から朝臣姓に改姓している。
光仁天皇と新笠の皇子である桓武天皇は、延暦9年12月30日（791年2月11日）、生母の一周忌に際して、母系の祖父・和乙継と祖母・土師真妹（はじのまいも）に正一位を追贈した。朝臣姓和氏からは、桓武朝で天皇の外戚として中納言にまで昇進し、渡来系氏族として初めて公卿となった和家麻呂（乙継の孫）がいる。朝臣姓「高野」は乙継と新笠の父娘にのみ賜姓されたとみられ、こちらも文献に現れない。